# Plumaudan
Plumaudan is een gemeente in het Franse departement Côtes-d'Armor, in de regio Bretagne. De plaats maakt deel uit van het arrondissement Dinan. Plumaudan telde op 1 januari 2022 1.403 inwoners.

## Geografie
De oppervlakte van Plumaudan bedroeg op 1 januari 2022 17,83 vierkante kilometer; de bevolkingsdichtheid was toen 78,7 inwoners per km².
De onderstaande kaart toont de ligging van Plumaudan met de belangrijkste infrastructuur en aangrenzende gemeenten.

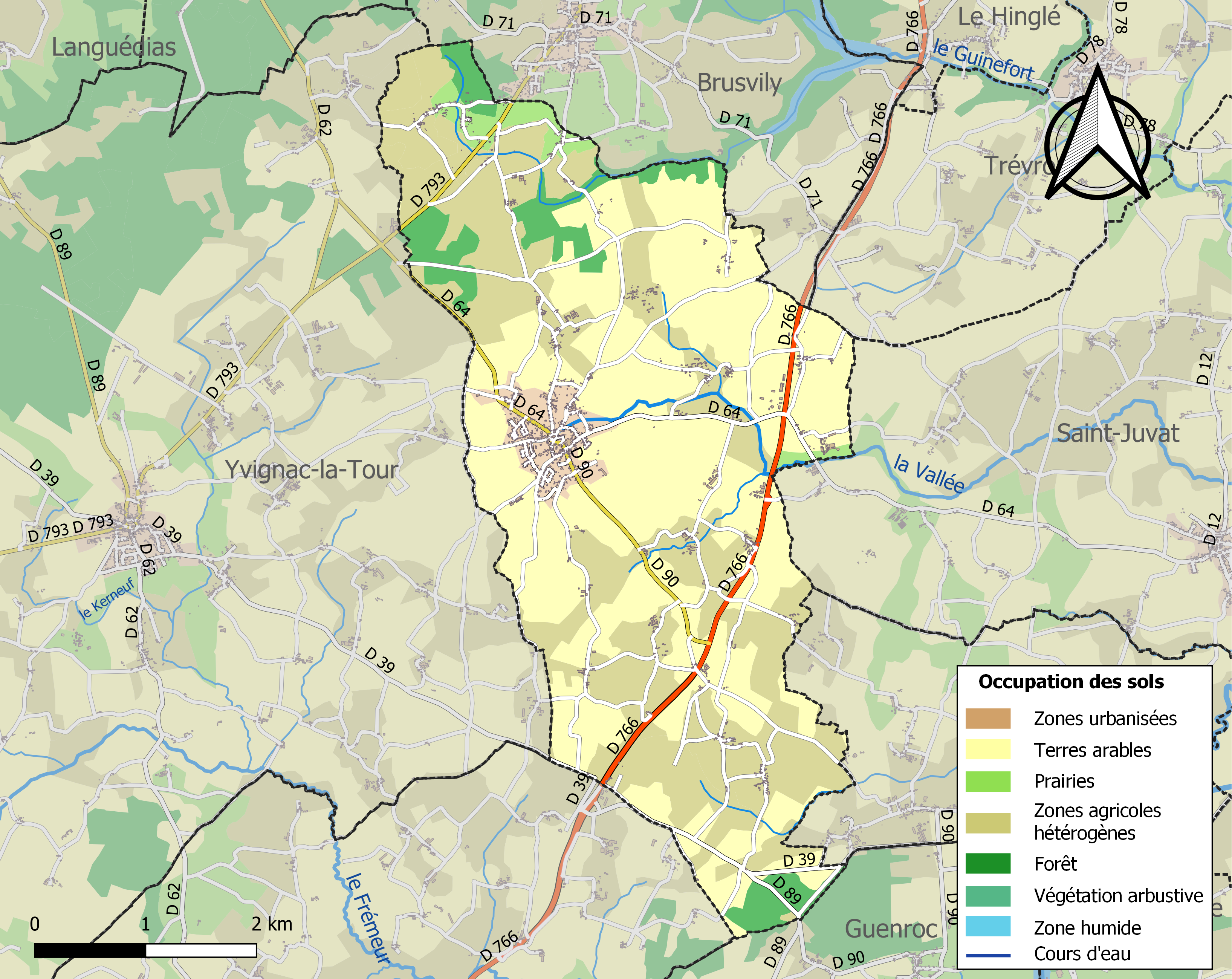

## Demografie
Onderstaande figuur toont het verloop van het inwonertal (bron: INSEE-tellingen). 